# Стани (Підкарпатське воєводство)
Ґміна Стани (пол. Stany) — село в Польщі, у гміні Боянув Стальововольського повіту Підкарпатського воєводства.
Населення — 1627 осіб (2011).
У 1975-1998 роках село належало до Тарнобжезького воєводства.

## Демографія
Демографічна структура станом на 31 березня 2011 року:
|          | Загалом | Допрацездатний вік | Працездатний вік | Постпрацездатний вік |
| -------- | ------- | ------------------ | ---------------- | -------------------- |
| Чоловіки | 865     | 202                | 582              | 81                   |
| Жінки    | 762     | 162                | 459              | 141                  |
| Разом    | 1627    | 364                | 1041             | 222                  |